# Municipio de Meade Center
El municipio de Meade Center (en inglés: Meade Center Township) es un municipio ubicado en el condado de Meade en el estado estadounidense de Kansas. En el año 2010 tenía una población de 2001 habitantes y una densidad poblacional de 7,15 personas por km².

## Geografía
El municipio de Meade Center se encuentra ubicado en las coordenadas 37°14′38″N 100°21′36″O / 37.24389, -100.36000. Según la Oficina del Censo de los Estados Unidos, el municipio tiene una superficie total de 279.9 km², de la cual 279,52 km² corresponden a tierra firme y (0,14 %) 0,38 km² es agua.

## Demografía
Según el censo de 2010, había 2001 personas residiendo en el municipio de Meade Center. La densidad de población era de 7,15 hab./km². De los 2001 habitantes, el municipio de Meade Center estaba compuesto por el 95,9 % blancos, el 0,9 % eran afroamericanos, el 0,55 % eran amerindios, el 0,4 % eran asiáticos, el 1 % eran de otras razas y el 1,25 % eran de una mezcla de razas. Del total de la población el 6,6 % eran hispanos o latinos de cualquier raza.